# Chlorfeniramina
Chlorfeniramina, także maleinian chlorfenaminy – lek przeciwhistaminowy.  Jest stosowana w leczeniu objawów stanów alergicznych, takich jak alergiczny nieżyt nosa (katar sienny).
Jest lekiem przeciwhistaminowym pierwszej generacji i działa poprzez blokowanie receptora H1.
Chlorfeniramina została opatentowana w 1948 r. i weszła do użycia w 1949 r.